# Legio II Isaura
Legio secunda Isaura ou Legio II Isaura foi uma legião pseudocomitatense criada antes ou durante o reinado do imperador Diocleciano (r. 284–305), possivelmente na época de Probo. Como seu nome sugere, a II Isaura e sua gêmea, a III Isaura, guardavam a Isáuria, com base em Selêucia, na época da "Notitia Dignitatum", defendendo-a contra as incursões das tribos das montanhas. É possível que, originalmente, as duas legiões tenham sido suportadas pela I Isaura Sagittaria, formada por arqueiros.